# ریس (فریسلاند)
ریجس (به هلندی: Rijs) یک منطقهٔ مسکونی در هلند است که در ده‌فریسکه مارن واقع شده‌است. ریجس ۱۷۰ نفر جمعیت دارد.